# Iridozyklitis
Eine Iridozyklitis ist eine Form der Entzündung der Iris und des Ziliarkörpers. Eine Iridozyklitis kann häufig internistische Ursachen haben, die der weiteren Abklärung bedürfen. Eine Entzündung kann zu Grauem Star (Katarakt) oder Grünem Star (Glaukom) führen.

## Ursachen
Ursachen der Iridozyklitis sind u. a.:
- Infektion durch Gonokokken, Herpes simplex Virus oder Herpes Zoster
- Direkter Kontakt mit Chemikalien
- Juvenile idiopathische Arthritis
- Sarkoidose
- Morbus Weil
- Sjögren-Syndrom
- Morbus Bechterew
- Heerfordt-Syndrom
- Chronisch-entzündliche Darmerkrankungen wie Colitis ulcerosa und Morbus Crohn[1]

## Symptome
Anzeichen für eine Iridozyklitis sind:
- Augenschmerzen
- Lichtscheu
- Miosis (Reizmiosis)
- Sehstörungen durch Trübung des Corpus vitreum oder des Kammerwassers
- träge Pupillenreaktion
- Farbänderung der Pupille
- Eiweißablagerungen in der Hornhaut
- Verklebungen (Synechien) zwischen Hornhaut und Iris.

## Therapie
Zur Therapie können eine Weitstellung (Mydriasis) der Iris mittels Atropintropfen, entzündungshemmende Medikamente (Corticosteroide) und antimikrobielle Substanzen dienen. Als günstig hat sich ebenfalls trockene Wärme (Rotlicht) erwiesen.